# Amastus oleagina
Amastus oleagina är en fjärilsart som beskrevs av De Toulgoët 1986. Amastus oleagina ingår i släktet Amastus och familjen björnspinnare. Inga underarter finns listade i Catalogue of Life.